# Асямолова
Асямолова — деревня в Каргапольском районе Курганской области. Входит в состав Чашинского сельсовета.

## География
Расположено на южном берегу озера Иткуль, примерно в 1 км к югу от села Житниковское, в 72 км к северо-западу от города Кургана.

## История
Деревня Асямолова (Малый Иткуль) основана между 1745 и 1763 годами.
До революции деревня Асямолова (Малый Иткуль) относилась к Салтосарайской волости Курганского уезда Тобольской губернии.
В конце июня — начале июля 1918 года установлена белогвардейская власть. В начале августа 1919 года восстановлена Советская власть.
Деревня Асямолова входила в состав Житниковского сельсовета, который был упразднён Законом Курганской области от 27 июня 2018 года N 64. Ныне входит в состав Чашинского сельсовета.

## Население
| 1763 | 1782 | 1795 | 1816 | 1834 | 1850 | 1858 |
| ---- | ---- | ---- | ---- | ---- | ---- | ---- |
| 83   | ↗142 | ↗170 | ↗219 | ↗228 | ↗300 | ↗334 |
| 1869 | 1893 | 1912 | 1926 | 1989 | 2002 | 2010 |
| ↗370 | ↗396 | ↗642 | ↘632 | ↘177 | ↘137 | ↘121 |

Национальный состав
- По переписи населения 2002 года проживало 137 человек, из них русские  — 95 %.
- По переписи населения 1926 года проживало 632 человека, все русские.

На 2010 год население составляло 121 человек.

## Часовня
Предположительно, в период с 1909 г. по 1913 г. в деревне выстроена часовня в честь Святого Апостола Евангелиста Иоанна Богослова, числившаяся в приходе Свято-Троицкой церкви села Чашинского.

## Первопоселенцы
В Ревизской сказке Салтосарайской слободы 1782 года указаны жители деревни Осямоловой (так в документе) по Ревизии 1763 года. Список глав семей:
- Родион Ларионов сын Малцов (Мальцов)
- Емельян Игнатьев сын Костылев
- Федор Карпов сын Фефилов
- Андрей Андреев сын Осямолов
- Осип Андреев сын Осямолов
- Иван Андреев сын Осямолов
- Иван Михаилов сын Осямолов
- Гаврило Михаилов сын Асямолов
- Василий Яковлев сын Осямолов
- Никита Клементьев сын Осямолов
- Харитон Клементьев сын Осямолов
- Саватей Никифоров сын Осямолов
- Лука Никифоров сын Осямолов
- Умершего Андрона Асямолова жена вдова Акулина Федорова дочь
- Взятого в рекруты Ивана Асямолова жена Марфа Иванова дочь